# Pseudacrossus sharpi
Pseudacrossus sharpi är en skalbaggsart som beskrevs av Edgar von Harold 1874. Pseudacrossus sharpi ingår i släktet Pseudacrossus och familjen Aphodiidae. Inga underarter finns listade i Catalogue of Life.